# Руденко Петро Олексійович (вчений)
Руде́нко Петро́ Олексі́йович (8 січня 1935 , Кривий Ріг, Дніпропетровська область  — 20 вересня 2006 , Чернігів ) — радянський та український вчений у галузі машинобудування, освітній діяч, поет. Директор Чернігівського філіалу Київського політехнічного інституту у 1982—1988 роках.

## Біографія
Петро Руденко народився 8 січня 1935 року в місті Кривий Ріг у родині гірничого інженера. Згодом родина переїхала до Липецька. У 1938 році батька призвали до лав Червоної армії, і Петро разом з мамою, Ганною Олексіївною, переїхали на батьківщину батька — селище Михайлове Чернігівської області — до діда.
Після демобілізації родина повернулася до Кривого Рогу. До початку німецько-радянської війни батько працював техкерівником на руднику імені Карла Лібкнехта, а після пішов на фронт і пропав безвісти.
З 1942 по 1949 рік Петро Руденко навчався в школі в Кривому Розі, в 1949—1953 — в Дніпропетровському автомеханічному технікумі. Після його закінчення отримав призначення на один із оборонних заводів Горького. Пізніше його перевели на Київський радіозавод, що тільки будувався, а потім його відправили на Ярунську МТС Житомирської області працювати старшим механіком з механізації трудомістких процесів у тваринництві.
У 1954 році Петро Руденко був призваний до лав Радянської армії, відслужив три роки у Львівському полку зв'язку Прикарпатського військового округу, отримав спеціальність телеграфіста першого класу та вступив до Комуністичної партії Радянського Союзу.
В 1957 році Петро Руденко вступив до Дніпропетровського металургійного інституту на заочне відділення та працював слюсарем з ремонту обладнання, контролером ВТК, технологом, конструктором, старшим інженером-конструктором, завідуючим бюро інструментального господарства, виконував обов'язки заступника начальника ВТК на рудоремонтному заводі у Кривому Розі.
У 1960 році Руденко перевівся до Українського заочного політехнічного інституту у Харкові на машинобудівний факультет, який закінчив у 1963, здобувши спеціальність інженера-механіка. Після цього викладав токарну справу у школі, потім — технічні дисципліни у Криворізькому машинобудівному технікумі.
У серпні 1965 року Петро Руденко був обраний на посаду асистента щойно організованої кафедри технології машинобудування Криворізького гірничорудного інституту. Через рік роботи в інституті вже займає посаду старшого викладача і заступника декана механіко-машинобудівного факультету. 17 травня 1971 року Петру Руденку присуджено вчене звання кандидата технічних наук.
У серпні 1972 року Петро Олексійович отримав посаду доцента кафедри технології машинобудування Чернігівського філіалу КПІ. Зі своєю родиною — дружиною та двома доньками — він переїхав до Чернігова. З 1974 року керував кафедрою технології машинобудування, почав працювати над докторською дисертацією з уніфікації металорізального інструмента на підприємствах машинобудування.
У липні 1982 року після виходу на пенсію Євгена Калити Петро Олексійович Руденко був призначений директором Чернігівського філіалу КПІ. Новий директор запропонував створити на базі філіалу самостійний технічний вищий навчальний заклад. З цією метою було розпочато будівництво нового дев'ятиповерхового навчального корпусу та спортивно-оздоровчого табору на Десні у районі села Шестовиця. У цей час Петро Руденко займався розробкою конструкторських і технологічних засобів підвищення якості виготовлених та відновлюваних деталей машин, уніфікацією різального інструмента, проектуванням технологічних процесів у машинобудуванні. Також він брав участь у партійному та громадському житті міста: декілька разів обирався членом Чернігівського міського комітету Компартії України, був членом Деснянського райкому Компартії України міста Чернігова, депутатом Чернігівської обласної ради народних депутатів, головою місцевої організації товариства «Знання». Через погіршення стану здоров'я 31 травня 1986 року Петро Руденко залишив посаду директора філіалу, проте продовжив очолювати кафедру технології машинобудування. 29 травня 1987 року Петру Олексійовичу Руденку присвоєно вчене звання професора кафедри технології машинобудування.
З 1989 по 1994 рік Петро Руденко очолював кафедру технології машинобудування Черкаського філіалу КПІ.
8 січня 1990 року за власним бажанням вийшов із лав Компартії.
В 1994 році повернувся до Чернігова, в Чернігівський державний інститут економіки і управління на посаду професора, а через місяць — завідувача кафедри менеджменту. З 1995 року Руденко був заступником голови науково-методичної ради інституту. У 1996 році організував та очолив кафедру технологічних дисциплін інституту. З 1998 — член редакційної ради з розгляду матеріалів, рекомендованих до друку.
Петро Руденко був нагороджений дипломом IV Всеукраїнського конкурсу на кращу роботу з уніфікації й агрегатування в машинобудуванні, почесною грамотою президії Чернігівської облради науково-технічного товариства, почесною грамотою Чернігівського обкому Компартії України і обласної Ради народних депутатів. Тричі нагороджений знаком «Переможець соціалістичного змагання». 28 листопада 1995 року Петру Руденку присвоєно почесне звання «Заслужений працівник народної освіти України».
Пішов з життя Петро Руденко 20 вересня 2006 року.

## Художня творчість
Петро Руденко захоплювався поезією усе своє життя. В 1994 році вийшла його перша лірична збірка «Коснувшись Вашего виска». Згодом, упродовж 1995—2004 років, він видав ще 15 ліричних збірок і 3 книги прози. З 1997 року Руденко очолював літературну студію при Чернігівському державному інституті економіки і управління, перша літературна збірка якої «Фортуна» вийшла в серпні 1999 року. За книгу «Рідною мовою» Петро Руденко був удостоєний звання лауреата Чернігівської обласної премії імені Михайла Коцюбинського 2000 року. У червні 1998 Петро Руденко став членом літературної спілки «Чернігів». У 2002 та 2003 роках він ставав переможцем обласних конкурсів «Краща книга року». У 2004 році був виданий пісенник «Ювілейна муза», в якому зібрані вірші поета, більшість з яких покладено на його ж музику.